# Ревуэльтас, Хосе
Хосе Ревуэльтас Санчес (исп. José Revueltas Sánchez; 20 ноября 1914, [Сантьяго Папаскьяро] Дуранго — 14 апреля 1976, Мехико) — мексиканский писатель

, драматург, сценарист, публицист, эссеист и левый политический активист. Оставаясь с юных лет и на протяжении всей своей жизни революционером, пытавшимся отстаивать интересы пролетариата и борющейся молодёжи, неоднократно подвергался политическим преследованиям и заключениям. Считается одним из творцов нового мексиканского романа.

## Биография

### Семья и начало революционной деятельности
Выходец из известной семьи, давшей стране крупных деятелей культуры, в том числе его братьев Сильвестра (композитора) и Фермина (художника), а также сестру Розауру (актрису).
Хосе был политически активен с раннего возраста: вступил в МОПР и мексиканский комсомол, когда ему едва исполнилось 15 лет. За свою политическую деятельность его часто бросали в тюрьму, причём тоже с почти с подростковых лет: он был еще несовершеннолетним, когда его за участие в митинге в 1929 году впервые на полгода отправили в исправительное учреждение. В 1932 и 1934—1935 годах, на этот раз за организацию забастовки батраков, оказался в тюрьме строгого режима — на островах Лас-Трес-Мариас (Islas Marías).

### Активное литературное творчество
На опыте собственного заключения основан его первый роман «Стены из воды» (Los muros de agua, 1941). За ним последовал не менее знаковый роман «Скорбь человеческая» (El luto humano, 1943), в котором воспоминания и внутренние монологи представляют тяжкую судьбу мексиканского крестьянства от доколумбовых времён до 1930-х. За эту книгу Ревуэльтас получил Национальную премию в области литературы.
«Бог на Земле» (Dios en la tierra, 1944) и «Земные дни» (Los días terrenales, 1949) были подвергнуты резкой критике, вынудив писателя к отзыву последнего произведение из книжных магазинов и редакционному молчанию в беллетристике до выхода романа «В какой-то долине слёз» (En algún valle de lágrimas, 1957). Однако он продолжает писать публицику, в которой бичует несправедливости политической и экономической системы страны — «Возможности и ограниченности мексиканца» (1950), «Мексика: варварская демократия» (1958) и т. д.

### Коммунистический оппозиционер
Связанный с Мексиканской коммунистической партией с 1928 года, он был изгнан из её рядов в 1943 году за критику созданной им «Ячейкой имени Хосе Карлоса Мариатеги» бюрократизма и сектантства партии. Восстановленный в КПМ в 1956 году после «самокритики», вновь принялся указывать на отсутствие связей её руководства с действительным рабочим движением, за что был повторно исключён. Участвовал в протестном движении железнодорожников 1958 году, за что его снова посадили в тюрьму.
Поражение этого и других рабочих движений (например, учителей и горняков) подвигло его составить один из лучших анализов левых в Мексике — «Очерк о безголовом пролетариате» (Ensayo de un proletariado sin cabeza, 1962), ставший манифестом учреждённой им «Ленинской лиги Спартак» (Liga Leninista Espartaco) или «Спартакистской лиги» (Liga Espartaquista). Помимо этой организации был причастен и к Социалистической народной партии, из которой также был исключён за то, что подвергал сомнению и критиковал ошибки левых.
Его полемика со стратегией компартии и её неспособностью стать реальным авангардом рабочего класса и альтернативой господствующему режиму (из-за чего и социализм оказался способен противостоять капитализму как исторический горизонт, но не как «непосредственная практика») дополнялась обличением сталинизма и авторитарных порядков — как советских, так и господствовавших в рядах иностранных компартий. В повести «Ошибки» (Los errores, 1964) автор задается вопросом, будут ли XX век вспоминать по Октябрьской революции (эмансипации) или по Московским процессам (репрессиям)? Она повествует о честном коммунисте Эмилио Падилье Вадильо, принесённом в жертву партийным аппаратом и прошедшем сталинские лагеря в Казахстане.

### Студенческое движение 1968 года
Сам Ревуэльтас, никогда не покидая приверженности революционному проекту, пришёл к идеям самоуправленческого коммунизма советов. В 1960-х был близок к троцкистам и маоистам, а также разворачивавшемуся по миру движению «новых левых». В Мексике находившиеся под их влиянием студенческие выступления стали одними из крупнейших протестов 1968 года в мире, но были жестоко сокрушены властями, кульминацией чего стала «бойня в Тлателолько» — расстрел силовиками студенческой демонстрации на фоне олимпиады в Мехико.
Ревуэльтас активно участвовал в движении 1968 года в Мексике: в маршах, митингах, собраниях, писал воззвания, агитировал, выступал в пользу студентов и читал лекции. В итоге, власти обвъявили его «интеллектуальным автором» — идеологом и кумиром — студенческого протеста, вынудив скрываться. В ноябре того же года после проведения университетской конференции его задержали, выдвинув массу абсурдных обвинений — среди прочего, в грабеже, повреждении чужого имущества, подстрекательстве к мятежу, участии в преступном сообществе, сборе оружия и убийстве. Писатель был приговорен к 16 годам и заключён в тюрьму Паласио-де-Лекумберри (также известную как Чёрный дворец), где он написал одно из самых популярных своих произведений — «Карцер» (El apando, 1969). Под давлением общественности освобождён под подписку о невыезде после двух лет заключения.
Сближение Ревуэльтаса с троцкистами повлияло на создание им в 1971 году по образцу «Переходной программы» Л. Д. Троцкого платформы «Движения новой независимой левой», призванной связать студенческое движение с трудящимися классами. Его переходная платформа включала следующие пункты: 1) университетская реформа; 2) политическая и профсоюзная независимость рабочего класса; 3) аграрная демократия; 4) открытие политической системы для всех партий.

## Основные сочинения
- Los muros de agua (1941)
- El luto humano (1943)
- Dios en la tierra (1944)
- Los días terrenales (1949)
- Los errores (1964)
- El apando (1969)
- México 68: Juventud Y Revolución (1968—1972)